# Corpo di Barr

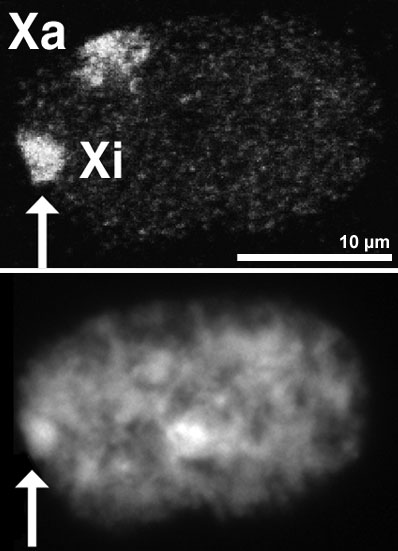
Nuclei di cellule somatiche femminili. Nella foto superiore vengono evidenziati entrambi i cromosomi X (Xa e Xi) tramite FISH; in quella inferiore, invece, vi è l'evidenziazione tramite DAPI del cromosoma inattivato (Xi) e condensato in un corpo di Barr (indicato dalla freccia)

Il corpo di Barr (dal nome dello scienziato che li scoprì, Murray Barr) è il cromosoma sessuale X in forma molto più compatta e spiralizzata: modificazioni conformazionali della cromatina portano alla costituzione di eterocromatina altamente condensata e trascrizionalmente inattiva. Il processo prende il nome di XCI, Inattivazione del cromosoma X, ed è un processo casuale che avviene nelle cellule somatiche durante lo sviluppo embrionale e che comporta il passaggio da uno stato cellulare indifferenziato ad uno stato differenziato ed irreversibile.
Il processo di condensazione, detto anche di Lyonizzazione, ha la funzione di inattivare tutti i geni presenti sul cromosoma, tranne il locus Xic. Il corpo di Barr si forma solo in cellule con due (o più) cromosomi X e determina il fenomeno della compensazione delle dosi: cellule XX di mammifero possiedono un assortimento allelico doppio rispetto a cellule XY, pertanto le femmine dovrebbero avere un corredo genico legato all'X doppio rispetto ai maschi. A tale squilibrio viene posto rimedio inattivando i cromosomi X “in eccesso”. Il numero di Corpi di Barr è uguale al numero totale di cromosomi X meno uno: un individuo che possiede due cromosomi X tramite questo processo ne avrà uno solo attivo.
Alcune aneuploidie nell'uomo portano alla formazione di più di un corpo di Barr, è il caso della sindrome della tripla X (XXX) che produce due corpi di Barr e, nell'uomo, la sindrome di Klinefelter (XXY), che produce un corpo di Barr nell'uomo (che non ne dovrebbe avere affatto)
La formazione del corpo di Barr è dovuta all'azione della regione Xic, X inactivation centre. Se questo è attivo sul cromosoma ne determina l'inattivazione altrimenti lo manterrà inalterato. Il processo di inattivazione è mediato da un lungo RNA non codificante prodotto dal gene Xist, che risiede all'interno della regione Xic. Xist RNA va a ricoprire il cromosoma dal quale viene prodotto, e su di esso provoca dei cambi conformazionali che portano alla condensazione della cromatina con conseguente silenziamento dei geni su di esso presenti. Altri fattori, come metilazione del DNA, reclutamento di mH2A e di H3K27me3, garantiscono il mantenimento e l'irreversibilità del processo. Xist è regolato da un'unità trascrizionale antisenso prodotta a partire dal promotore al 3': Tsix RNA è complementare a Xist RNA e il loro accoppiamento comporta la repressione di quest'ultimo. Questo meccanismo è necessario per mantenere attivo l'altro cromosoma X. Anche la metilazione del promotore di Xist concorre per evitare che si inneschi un XCI sul secondo cromosoma.
La struttura compatta del corpo di Barr ne permette il facile riconoscimento nel corso dell'interfase.
La condensazione del cromosoma X, inoltre, è parte integrante del controllo di pre-trascrizione.